# 1921
1921 (MCMXXI) je bilo navadno leto, ki se je po gregorijanskem koledarju začelo na soboto.

## Dogodki
- 2. februar - v Ljubljani je bil ustanovljen planinski klub Skala
- 25. februar - Rdeča armada vkoraka v Tbilisi in vzpostavi marionetno komunistično vlado.
- 18. marec - Poljska in Sovjetska Rusija skleneta Riški mirovni sporazum
- 27. april - antantna komisija za reparacije razglasi, da mora Nemčija plačati 6,65 milijard funtov kot vojno odškodnino.
- 3. maj - znotraj Združenega kraljestva je ustanovljena Severna Irska.
- 28. junij - sprejeta je prva ustava Kraljevine Srbov, Hrvatov in Slovencev (vidovdanska ustava)
- 1. julij - ustanovni kongres Komunistične partije Kitajske.
- 11. julij - Mongolija postane neodvisna država.
- 15. julij - v Marezigah izbruhne upor proti italijanski oblasti.
- 27. julij - raziskovalci z Univerze v Torontu pod vodstvom Fredericka Bantinga oznanijo odkritje hormona insulina.
- 29. julij - Adolf Hitler postane Führer nacistične stranke.
- 25. avgust - ZDA, Avstrija in Nemčija podpišejo mirovni sporazum o koncu prve svetovne vojne.
- 18. december - V Beogradu je ustanovljena Socialistična stranka Jugoslavije.
- V Ankari je bil ustanovljen Muzej anatolskih civilizacij

## Rojstva
- 9. januar - Ágnes Keleti, madžarska atletinja in olimpijka
- 17. januar - Vasilij Melik, slovenski zgodovinar († 2009)
- 20. februar - Zvonimir Ciglič, slovenski skladatelj, dirigent in pedagog († 2006)
- 21. februar - John Rawls, ameriški filozof († 2002)
- 16. april - sir Peter Ustinov, britanski filmski igralec, pisatelj, dramatik († 2004)
- 1. maj - Kiril Nikolajevič Tavastšerna, ruski astronom († 1982)
- 2. maj - Satjadžit Raj, indijski filmski režiser, scenarist, skladatelj († 1992)
- 6. maj -  Erich Fried, avstrijski pesnik, prevajalec in esejist († 1988)
- 7. maj - Noni Žunec, slovenski tenorist, operni in koncertni pevec († 2004)
- 10. junij - Princ Filip, vojvoda Edinburški, mož kraljice Elizabete II. († 2021)
- 22. oktober - Aleksander Semjonovič Kronrod, ruski matematik, računalnikar, izumitelj († 1986)
- 1. december - Ilse Aichinger, avstrijska pisateljica († 2016)
- 14. november - Antoinette de Vaucouleurs, francosko-ameriška astronomka († 1987)
- 5. december - Božidar Kantušer, slovenski skladatelj († 1999)
- 13. december - 
  - Janko Messner, slovenski pisatelj († 2011)
  - Abdul El Salem Mohamed Aref, iraški maršal in politik († 1966)

## Smrti
- 16. januar - Magnus O. Nyrén, švedski astronom (* 1837)
- 7. februar - Aleksander Iljič Dutov,  kozaški ataman in generalmajor ruske carske vojske (* 1879)
- 8. februar - Peter Aleksejevič Kropotkin, ruski intelektualec, anarhist, geograf in raziskovalec (* 1842)
- 17. marec - Nikolaj Jegorovič Žukovski, ruski matematik, fizik (*1847)
- 12. april – Anton Števanec slovenski učitelj in nabožni pisatelj na Madžarskem (*1861)
- 16. julij - Josip Križan, slovenski matematik, fizik, filozof (* 1841)
- 21. september - Eugen Karl Dühring, nemški filozof, ekonomist, socialist, kritik marksizma (* 1833)
- 13. november - Ignace Goldziher, madžarski judovski orientalist in zgodovinar (* 1850)
- 22. november - Émile Boutroux, francoski filozof (* 1845)
- 16. december - Charles Camille Saint-Saëns, francoski skladatelj (* 1835)

## Nobelove nagrade
- Fizika - Albert Einstein
- Kemija - Frederick Soddy
- Fiziologija ali medicina - ni bila podeljena
- Književnost - Anatole France
- Mir -  Karl Hjalmar Branting, Christian Lous Lange